# Morti nel 2022
| Questa pagina contiene informazioni ricavate automaticamente dalle voci biografiche con l'ausilio del template Bio e di un bot. L'aggiornamento è periodico e automatico e ricostruisce completamente la pagina. Se manca una persona in questa lista, sei pregato di non aggiungerla, ma accertati piuttosto che la sua voce biografica contenga il template Bio e che i dati anagrafici siano correttamente compilati. Se il template Bio manca, inseriscilo tu stesso o, in alternativa, metti l'avviso {{tmp\|Bio}} che ne segnala la mancanza. Se i dati riportati sono sbagliati, correggi direttamente la voce biografica; le modifiche saranno visibili in questa lista entro pochi giorni. Per chiarimenti vedi il progetto biografie. La lista contiene solo le 2.480 persone che sono citate nell'enciclopedia e per le quali è stato implementato correttamente il template Bio. Pagina aggiornata al 10 ago 2025. |

## Senza giorno specificato(16)
- Frank Asch, scrittore e illustratore statunitense (n. 1946)
- Louis Casali, calciatore svizzero (n. 1927)
- Lili Cerasoli, attrice italiana (n. 1932)
- Nadia Corradi, politica italiana (n. 1942)
- Joe Damiano, cantante statunitense (n. 1934)
- Armando Dellantonio, schermidore italiano (n. 1925)
- Francesco Enna, scrittore e insegnante italiano (n. 1938)
- Maria Aparecida Ferrari, cestista brasiliana
- Hamish Kilgour, musicista neozelandese (n. 1957)
- Ron McKinven, calciatore scozzese (n. 1936)
- Ljubomir Panov, cestista bulgaro (n. 1933)
- Angelo Rimbano, calciatore italiano (n. 1949)
- Giovanni Battista Stracca, ingegnere italiano (n. 1924)
- June Thomson, scrittrice britannica (n. 1930)
- Volodymyr Vakulenko, poeta ucraino (n. 1972)
- Corey Yuen, regista, attore e produttore cinematografico cinese (n. 1950)